# Circuito de carreras

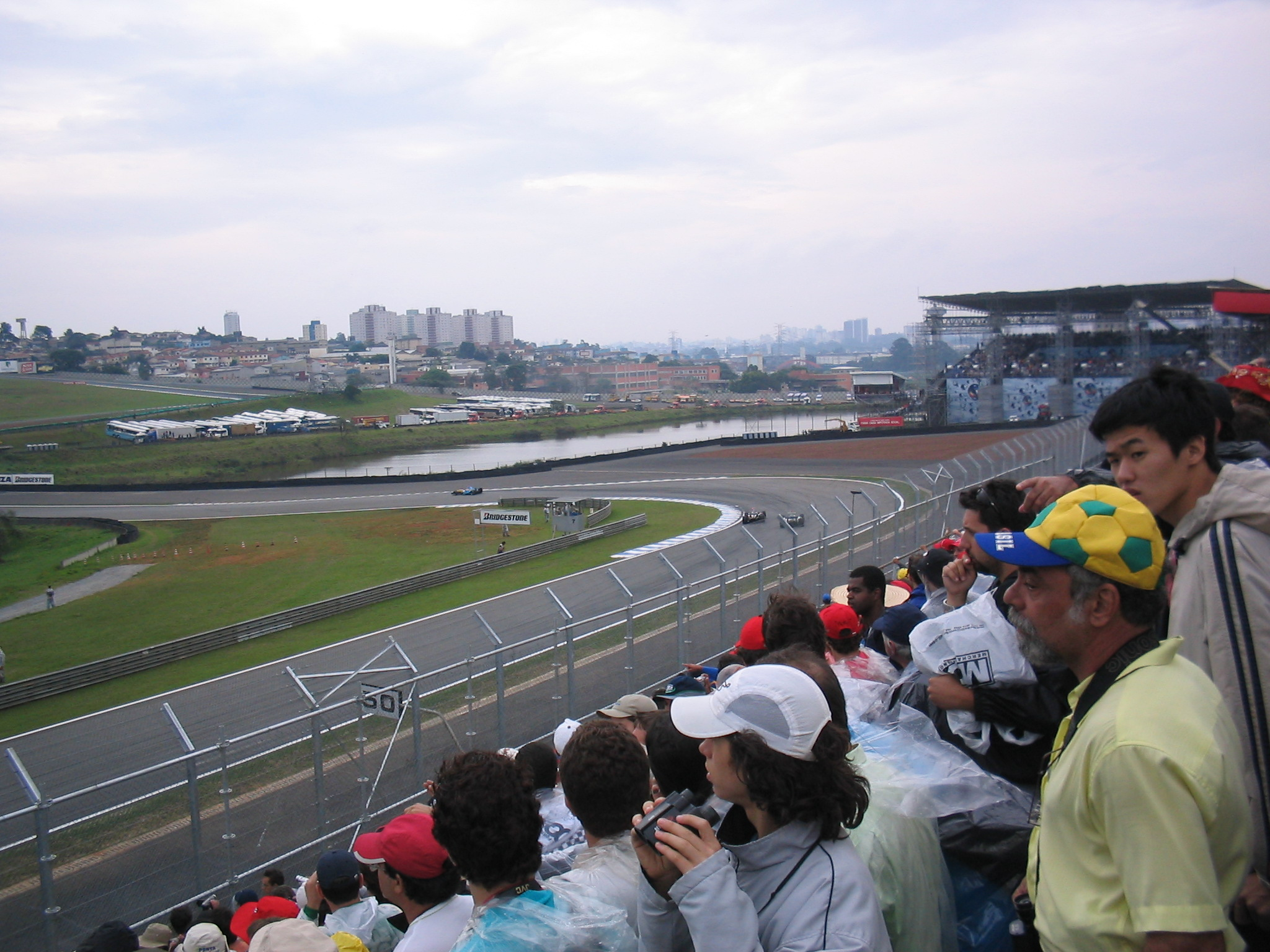
Autódromo José Carlos Pace visto desde una tribuna.

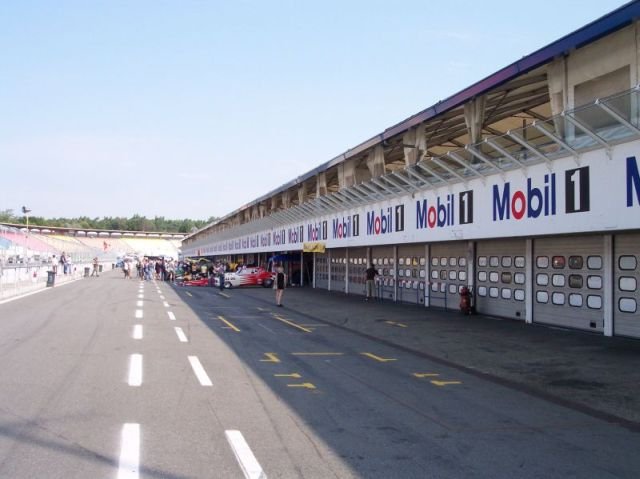
Zona de boxes del autódromo de Hockenheimring.

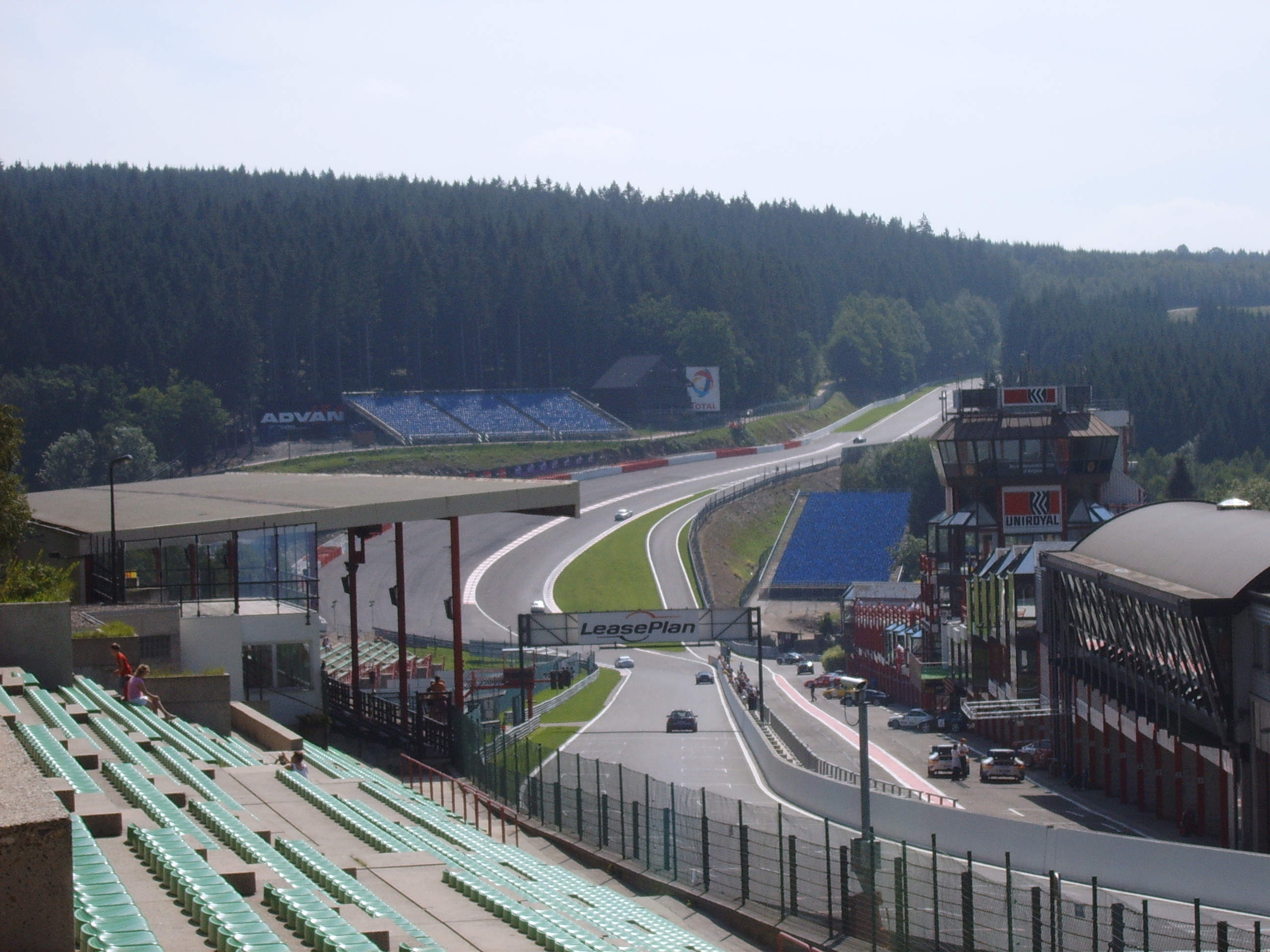
Circuito de Spa-Francorchamps.

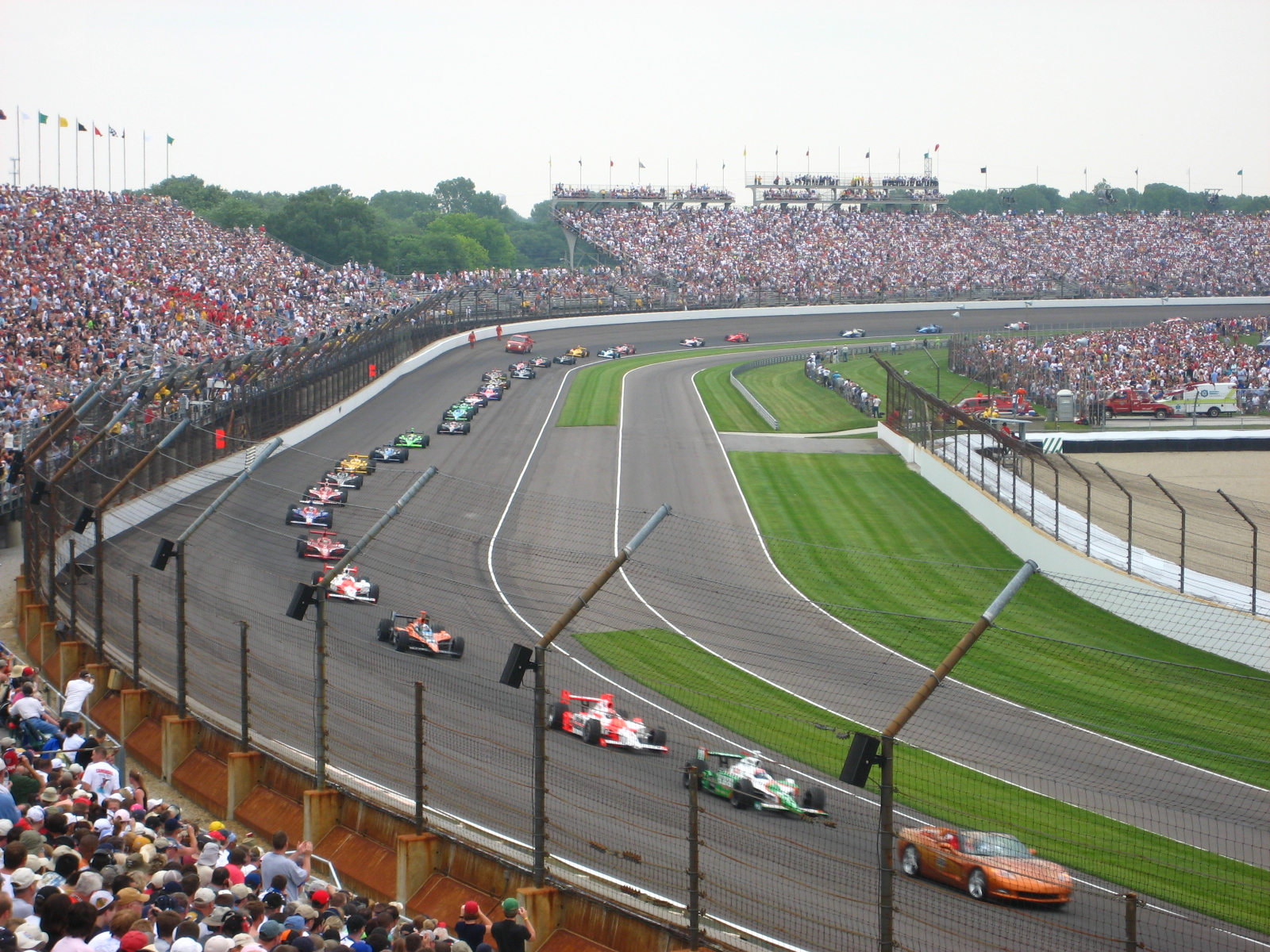
Óvalo de Indianápolis durante una competición.

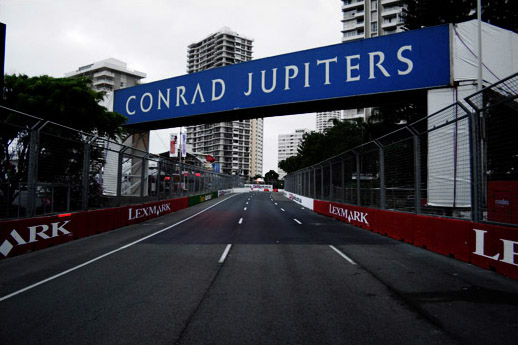
Circuito callejero de Surfers Paradise.

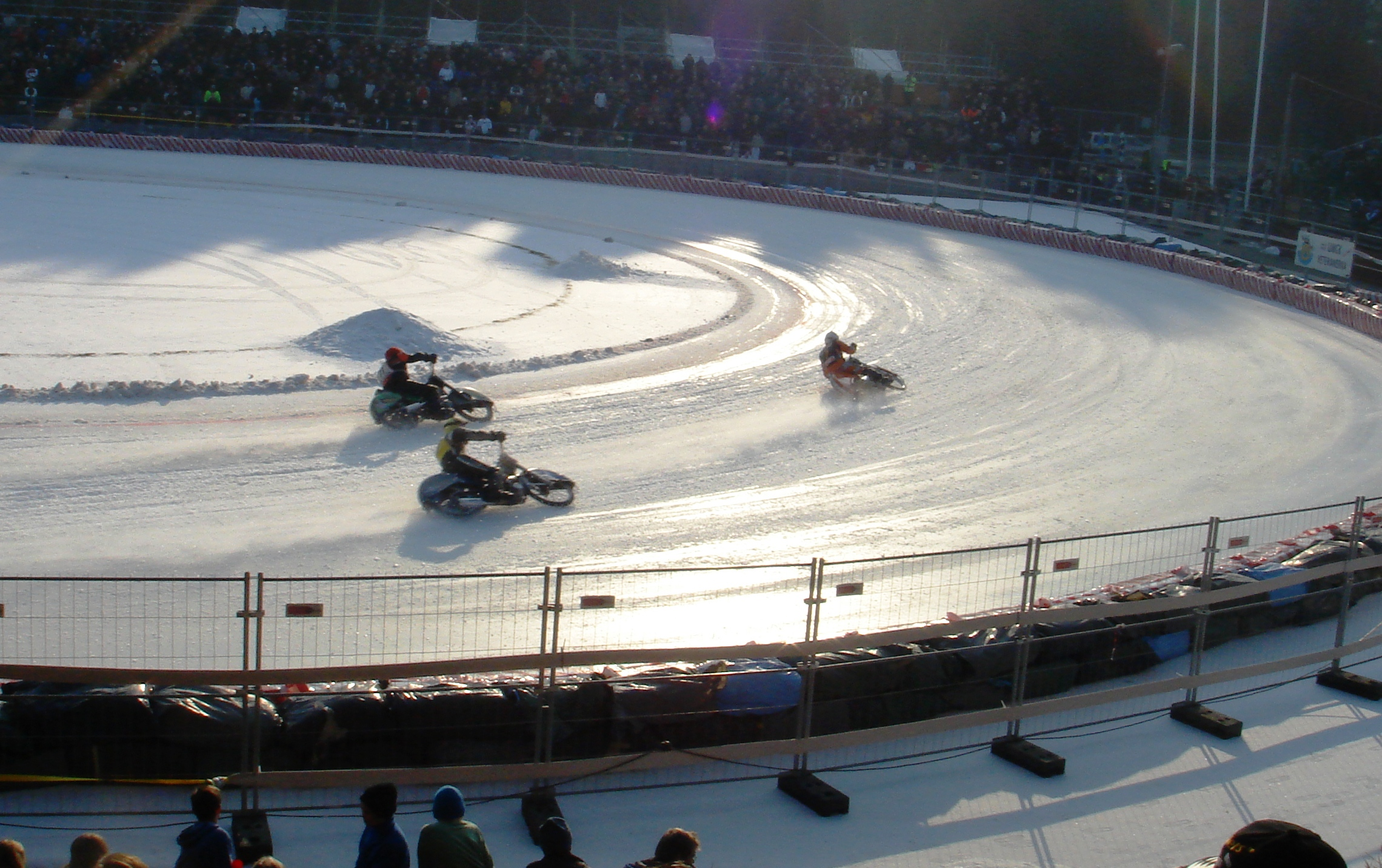
Competición de motocicletas en un óvalo de hielo en Suecia.

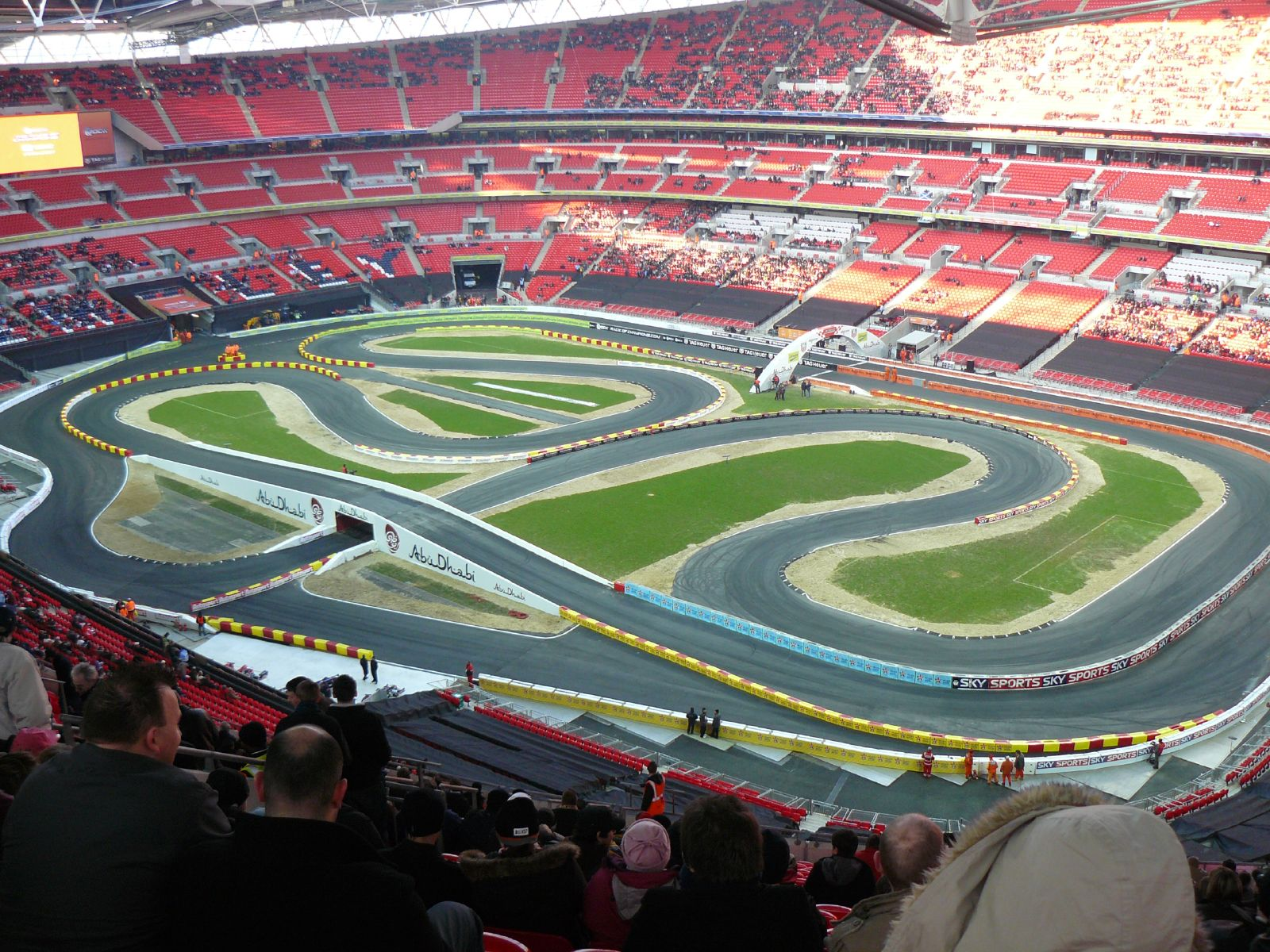
La Carrera de Campeones de 2007 se corrió en un circuito doble dentro del Estadio de Wembley.

Un circuito de carreras es un camino cerrado utilizado en ciertas modalidades de automovilismo y motociclismo. Los circuitos se distinguen de los tramos de rally y de las rectas usadas en los arrancones en que el camino se recorre en círculos varias veces. Generalmente, el objetivo de una competencia en circuito es dar un determinado número de vueltas al circuito en el menor tiempo posible.
El automovilismo de velocidad, el motociclismo de velocidad, las derrapadas, el autocross, el motocross, el rallycross y el supermotard se corren exclusivamente en circuitos: de superficie pavimentada (asfalto, hormigón, cemento) en los tres primeros casos; de superficie suelta (tierra, grava, nieve, hielo) en los dos siguientes; y de superficies mixtas en los dos restantes.
Las carreras de regularidad se pueden disputar tanto en circuitos como en recorridos abiertos. Ciertos formatos de carrera de destrucción utilizan circuitos; tal es el caso del banger racing de Europa del Norte y de las carreras en ocho de Estados Unidos. Las etapas superespeciales de un rally, así como la Carrera de Campeones, se celebran en circuitos con varios carriles. Los carriles están interconectados entre sí, de manera que los pilotos giran tantas vueltas como carriles hay para completar todo el recorrido.
En una carrera de regularidad en circuito, los corredores deben girar al circuito en un tiempo lo más cerca posible al estipulado por los organizadores. En las competiciones de derrapadas, los pilotos deben conducir alrededor del circuito a la mayor velocidad pero describiendo un derrape lo más amplio posible y lo más cercano posible a los límites del trazado. En el resto de las disciplinas, los participantes deben completar una cantidad de vueltas establecida en el menor tiempo posible, o bien girar la mayor cantidad de vueltas posible en un tiempo dado.

## Tipos de circuitos

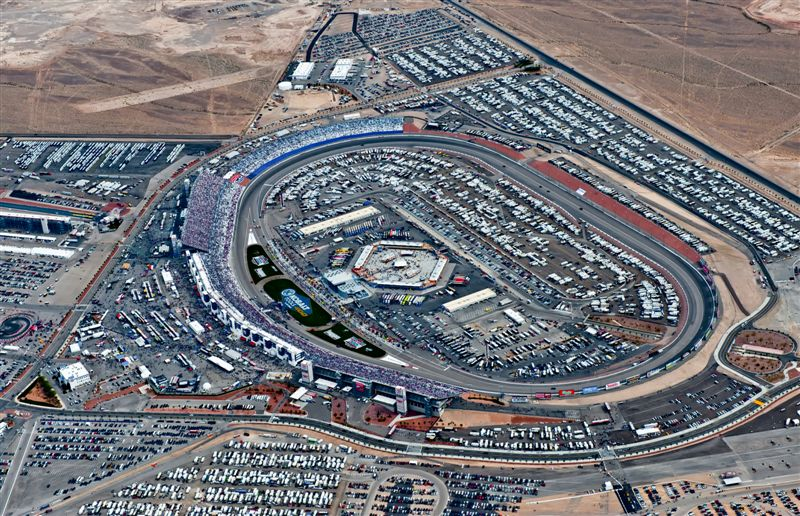
Un helicóptero Maverick vuela alto sobre el Las Vegas Motor Speedway durante el fin de semana de NASCAR 2011.

Los circuitos de carreras se pueden distinguir según su superficie, localización y forma. Un circuito específicamente diseñado para competiciones se le denomina "circuito permanente", y en particular si es pavimentado se lo llama autódromo. Un circuito compuesto por calles públicas se le llama circuito callejero. Un circuito ubicado en carreteras públicas se denomina "circuito rutero". Los callejeros, los ruteros y los circuitos en aeropuertos se los llama colectivamente "circuitos semipermanentes" o "temporales".
Según la Federación Internacional del Automóvil, un circuito que tiene hasta cuatro curvas con el mismo sentido de giro se le llama óvalo. La mayoría de los óvalos se recorren en sentido antihorario, en tanto que la mayoría de los circuitos que tienen curvas a ambos lados ("circuitos mixtos") se recorren en sentido horario. Ciertos circuitos tienen forma de ocho o tienen bucles internos; esto se logra con puentes o cruces a nivel.

## Partes de un circuito
Los elementos de un circuito estándar son:
- Superficie de pista: Camino por el que deben rodar los vehículos durante una carrera.
- Bordes, lomos, cordones, tumbaperros, pianos o chinos - Elevaciones sólidas colocadas en los bordes de la pista al comienzo y al final de las curvas, a veces pintadas de colores. Permiten al piloto ver las curvas con tiempo suficiente y saber dónde está el borde de la pista, además de evitar que los pilotos "corten" las curvas.
- Zonas de escape: Zonas de asfalto, gravilla, pasto, arena o "leca" colocadas a los lados del circuito, en especial alrededor de curvas peligrosas, para que en caso de que un piloto se salga de la pista, el vehículo desacelere, deje de girar y no impacte contra los objetos cercanos, y eventualmente pueda volver a incorporarse a la competición. En rectas o curvas consideradas poco peligrosas hay generalmente pasto.
- Muro de contención: Estos muros amortiguan el golpe en una colisión. Pueden estar hechos de hormigón, neumáticos, redes de contención ("catch fences") o guardarraíles.
- Parrilla de salida o grilla de partida: Zona donde los vehículos se colocan en la largada de una competencia. Los vehículos forman filas intercaladas detrás de la línea de partida/llegada. La posición de partida depende de los tiempos de clasificación, la posición de llegada de carreras anteriores o de la posición del campeonato; los pilotos con las mejores marcas largan delante.
- Boxes, pits o garajes: Zona donde los equipos de mecánicos preparan y arreglan los vehículos y planifican la competición. Generalmente están colocados paralelos a la recta principal del circuito, y se unen a la pista por un camino de entrada y salida de boxes. En algunas competiciones, los pilotos pueden entrar a los boxes para reparar el vehículo, cambiar las ruedas y llenar el depósito de combustible.
- Gradas: Zona alrededor de la pista donde el público puede ver la competición. Pueden ser lomas naturales o tribunas, y la gente se puede parar o sentar.

## Tipos de curvas
Entre las partes que forman el trazado en sí, además de las rectas, hay distintos tipos de curvas. Habiendo infinitas posibilidades de diseñar una curva, éstas se pueden clasificar en: 
- Curvas "tradicionales": Obligan a los pilotos a desacelerar. En este caso se excluye las curvas en las que no se necesita desacelerar ni doblar fuertemente.
- Curvas rápidas o "curvones": Un curvón es una curva larga, relativamente cerrada y rápida. Exige que el chasis sea resistente a las fuerzas a las que está sometido, y que el motor sea lo suficientemente potente, podemos mencionar por ejemplo el curvón de Salotto del Autódromo de Buenos Aires, en Argentina.
- Curvas dobles o múltiples: Una curva doble son dos curvas hacia el mismo lado, lo suficientemente cercanas como para que apenas se pueda acelerar entre ellas. Ello hace que el radio de giro del vehículo sea casi constante, porque en el medio de las curvas se acerca al lado interno, y en la pequeña recta en el exterior. En algunos circuitos modernos hay curvas triples o cuádruples, como en el Circuito de Estambul de Turquía.
- Horquillas o Curvas en U: Se denomina horquilla a una curva extremadamente cerrada, que supera aproximadamente los 150º. Si está ubicada al final de una recta larga, es un buen lugar para adelantar a otros competidores,como la curva Le Source del circuito de Circuit de Spa-Francorchamps en Bélgica.
- Chicanas o chicanes: Una "chicana" es una combinación de curvas cerradas muy cercanas entre sí. Generalmente son entre dos o cuatro curvas cortas, cada una con sentido de giro opuesto a la anterior. En muchos circuitos construidos hace varias décadas, los problemas de seguridad causados por la alta velocidad de circulación han sido solucionados mediante chicanas. Muchos pilotos y fanáticos de circuitos históricos han criticado esto por "cortar" el ritmo de circulación, por convertir "amados y temidos curvones" en curvas amplias pero extremadamente lentas, un caso se puede citar el Autodromo Nazionale di Monza en Italia.
- Eses: Una ese (o simplemente "S") es una combinación de dos curvas relativamente rápidas y cercanas, una de ellas hacia la izquierda y la otra hacia la derecha, como también sucede en la llamada S de Senna en el Autódromo José Carlos Pace en Brasil.

## Circuitos por campeonato

### Monoplazas
- Circuitos de la Fórmula 1
- Circuitos de la GP2 Series
- Circuitos del A1 Grand Prix
- Circuitos de la IndyCar
- Circuitos de la Fórmula Nippon

### Automóviles deportivos
- Circuitos del Campeonato Mundial de Resistencia
- Circuitos del Campeonato FIA GT
- Circuitos de la European Le Mans Series
- Circuitos de la American Le Mans Series
- Circuitos de la Grand-Am
- Circuitos del Campeonato IMSA GT
- Circuitos del Super GT Japonés

### Turismos
- Circuitos del Campeonato Mundial de Turismos
- Circuitos del Deutsche Tourenwagen Masters
- Circuitos del Campeonato Alemán de Superturismos
- Circuitos del Campeonato Británico de Turismos
- Circuitos del Campeonato Australiano de Superturismos
- Circuitos de la Superstars Series
- Circuitos del V8 Supercars

### Otros
- Circuitos del Campeonato Mundial de Motociclismo de Velocidad
- Circuitos de la Copa NASCAR